# Гибель албанских беженцев близ Джяковицы
Гибель албанских беженцев близ Джяковицы (серб. Напад на албанске избеглице код Ђаковице, алб. Bombardimi i shqiptarëve refugjatë pranë Gjakovës nga NATO) — гибель албанских мирных граждан, произошедшая 14 апреля 1999 на дороге Джяковица—Дечани в Югославии в результате авианалёта.

## Инцидент
14 апреля авиация НАТО патрулировала небо над Косовом, пытаясь отыскать воинские формирования сухопутных войск Сербии и уничтожить их. На 19-километровом участке дороги Джяковица—Дечани пилоты НАТО обнаружили колонну автомобилей, которую, по их утверждениям, приняли за югославскую бронетехнику. Авиация немедленно открыла огонь по колонне, подвергнув её бомбово-ракетным ударам. Как оказалось, в автомобилях находились албанские беженцы, которые пытались перебраться в безопасное место. Подавляющее большинство беженцев составляли женщины и дети.
Авиация НАТО приблизительно в 13:30 открыла огонь по первой колонне недалеко от города Джяковица. Затем она сбросила бомбы на вторую, более многочисленную колонну, которая шла по дороге через деревню Бистражин (10 километров от Джяковицы). В ней было около 100 тракторов и легковых автомобилей. Под ударами авиации НАТО был разрушен один из мостов, на котором находились люди.
Число жертв до сих пор не удалось установить: по изначальным американским данным, убитыми числились всего пять гражданских лиц, однако затем эта цифра перешагнула порог в 60 человек. В настоящий момент США утверждают, что было убито от 61 до 70 человек. Сербы же изначально утверждали о 70 убитых и 35 раненых. Позднее было объявлено о 73 жертвах и 36 пострадавших (в числе раненых были трое сербских полицейских). По сведениям российских журналистов и миротворцев, жертвами авианалёта стали 64 человека, а пострадали 20. По данным НАТО гражданские автомобили и люди находились в колонне вперемешку с военными и полицейскими. Это и привело к авиаудару.
Хавьер Солана и Билл Клинтон изначально утверждали, что авианалёт совершила югославская авиация, но под давлением фактов оба вынуждены были признать свою вину в трагедии и принести свои извинения.